# 埃斯特雷圣但尼
埃斯特雷圣但尼（法語：Estrées-Saint-Denis，法語發音：[ɛstʁe sɛ̃ dəni]）是法国瓦兹省的一个市镇，位于该省中部偏东，属于贡比涅区。

## 地理
埃斯特雷圣但尼（49°25'32"N, 2°38'34"E）面积8.08 平方千米，位于法国上法蘭西大區瓦兹省，该省份为法国北部内陆省份，北起索姆省，西接厄尔省和滨海塞纳省，南至塞纳-马恩省和瓦兹河谷省，东临埃纳省。
与埃斯特雷圣但尼接壤的市镇（或旧市镇、城区）包括：巴约勒勒索克、舒瓦西-拉维克图瓦尔、弗朗西耶尔、穆瓦维莱尔、雷米、鲁维莱尔。

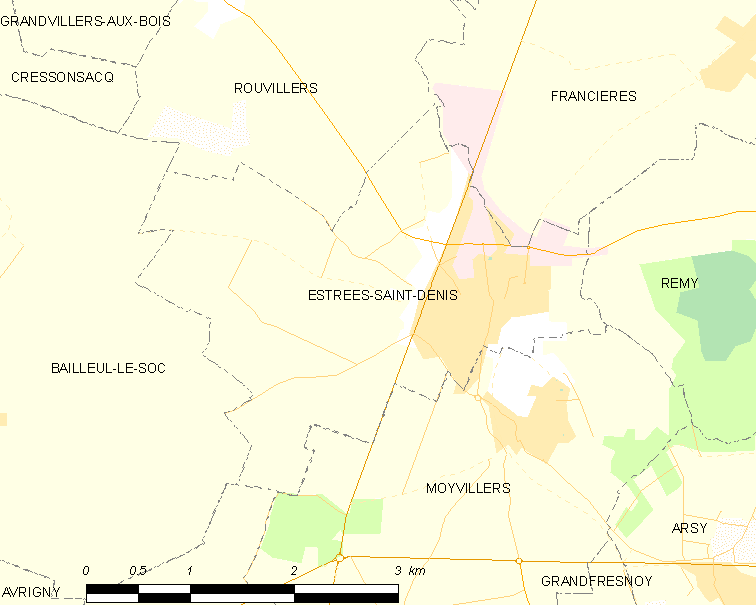
埃斯特雷圣但尼的OSM定位图

埃斯特雷圣但尼的时区为UTC+01:00、UTC+02:00（夏令时）。

## 行政
埃斯特雷圣但尼的邮政编码为60190，INSEE市镇编码为60223。

## 政治
埃斯特雷圣但尼所属的省级选区为埃斯特雷圣但尼县。

## 人口

1962-2008年间埃斯特雷圣但尼人口变化图示

埃斯特雷圣但尼于2022年1月1日时的人口数量为3660人。